# بينس سوس
بينس سوس (بالمجرية: Sós Bence) هو لاعب كرة قدم مجري في مركز الوسط، ولد في 10 مايو 1994 في دبرتسن في المجر. لعب مع نادي دبرتسني.

## وصلات خارجية
- بينس سوس على موقع الاتحاد الأوربي (الإنجليزية)
- بينس سوس على موقع اتحاد المجر (الهنغارية)
- بينس سوس على موقع قاعدة بيانات كرة القدم.إي يو (الإنجليزية)
- بينس سوس على موقع Soccerbase.com (لاعب) (الإنجليزية)
- بينس سوس على موقع Soccerway.com (الإنجليزية)

{{شريط تصفح تشكيلة فريق كرة قدم
|الاسم=
|اسم الفريق= نادي دبرتسني
|القائمة=
- 1 فارغا

{{لاعب تشكيلة فريق كرة قدم|الرقم=2|الاسم=Szakál
- 3 Hornyák
- 4 Josua Mejías [الإنجليزية]‏
- 5 Bence Batik [الإنجليزية]‏
- 6 وراسيك

{{لاعب تشكيلة فريق كرة قدم|الرقم=8|الاسم=T. Szűcs
{{لاعب تشكيلة فريق كرة قدم|الرقم=10|الاسم=دجودجاك ()
- 12 Erdélyi
- 13 Soma Szuhodovszki [الإنجليزية]‏
- 14 Đorđe Gordić [الإنجليزية]‏
- 16 Fran Manzanara [الإنجليزية]‏
- 17 Donát Bárány [الإنجليزية]‏
- 18 Bodnár

{{لاعب تشكيلة فريق كرة قدم|الرقم=19|الاسم=كوكسيس
- 20 يوغا
- 21 Regenyei

{{لاعب تشكيلة فريق كرة قدم|الرقم=22|الاسم=B. Vajda
- 23 Tercza
- 24 Egri
- 25 Maurides
- 26 لانغ
- 28 هوفمان
- 29 Erik Kusnyír [الإنجليزية]‏
- 33 غيريرو
- 42 Silue
- 45 Batai
- 44 Nwachukwu
- 49 Kulbachuk
- 76 Polozhyi
- 77 Márk Szécsi [الإنجليزية]‏
- 86 Pálfi
- 87 Engedi
- 95 بيرميغو
- 96 داكوستا
- 99 Cibla
- مدرب: نافارو